# Mont-de-Vougney
Mont-de-Vougney é uma comuna francesa na região administrativa de Borgonha-Franco-Condado, no departamento de Doubs. Estende-se por uma área de 7,03 km². Em 2010 a comuna tinha 193 habitantes (densidade: 27,5 hab./km²).